# Елисеевская (Вологодская область)
Елисеевская — деревня в Верховажском районе Вологодской области. Административный центр Сибирского сельского поселения и Сибирского сельсовета.
Расстояние до районного центра Верховажья по автодороге — 49 км. Ближайшие населённые пункты — Бирючевская, Гнилужская, Ивановская, Боярская.
По переписи 2002 года население — 40 человек (15 мужчин, 25 женщин). Преобладающая национальность — русские (92 %).